# Salacia grandifolia
Salacia grandifolia är en benvedsväxtart som först beskrevs av Carl Friedrich Philipp von Martius och fick sitt nu gällande namn av George Don. Salacia grandifolia ingår i släktet Salacia och familjen Celastraceae. Inga underarter finns listade.